# Kye Whyte
Kye Whyte (Peckham, 21 de setembro de 1999) é um ciclista britânico.
Whyte começou a andar de BMX aos três anos de idade no Brixton BMX Club em Brockwell Park, no sul de Londres. Kye sofreu um acidente logo após ingressar no grupo de talentos do British Cycling, passando cinco dias em coma induzido e incapaz de andar por um ano. Ele conquistou a medalha de prata na corrida BMX nos Jogos Olímpicos de 2020 em Tóquio.